# Черч-Гілл (Пенсільванія)
Черч-Гілл (англ. Church Hill) — переписна місцевість (CDP) в США, в окрузі Міффлін штату Пенсільванія. Населення — 1711 особа (2020).

## Географія
Черч-Гілл розташований за координатами 40°41′33″ пн. ш. 77°35′42″ зх. д. / 40.69250° пн. ш. 77.59500° зх. д. (40.692602, -77.594910).  За даними Бюро перепису населення США в 2010 році переписна місцевість мала площу 3,59 км², уся площа — суходіл.

## Демографія
Згідно з переписом 2010 року, у переписній місцевості мешкало 1627 осіб у 722 домогосподарствах у складі 499 родин. Густота населення становила 453 особи/км².  Було 743 помешкання (207/км²).
Расовий склад населення:
| - 98,5 % — білих - 0,7 % — азіатів - 0,2 % — корінних американців - 0,2 % — чорних або афроамериканців - 0,1 % — вихідців з тихоокеанських островів |

До двох чи більше рас належало 0,2 %. Частка іспаномовних становила 0,6 % від усіх жителів.
За віковим діапазоном населення розподілялося таким чином: 17,5 % — особи молодші 18 років, 59,9 % — особи у віці 18—64 років, 22,6 % — особи у віці 65 років та старші. Медіана віку мешканця становила 48,3 року. На 100 осіб жіночої статі у переписній місцевості припадало 91,6 чоловіків;  на 100 жінок у віці від 18 років та старших — 87,8 чоловіків також старших 18 років.
Середній дохід на одне домашнє господарство  становив 72 169 доларів США (медіана — 55 046), а середній дохід на одну сім'ю — 83 042 долари (медіана — 72 386). Медіана доходів становила 61 220 доларів для чоловіків та 41 786 доларів для жінок. За межею бідності перебувало 3,5 % осіб, у тому числі 5,2 % дітей у віці до 18 років та 4,5 % осіб у віці 65 років та старших.
Цивільне працевлаштоване населення становило 748 осіб. Основні галузі зайнятості: освіта, охорона здоров'я та соціальна допомога — 37,6 %, виробництво — 25,4 %, науковці, спеціалісти, менеджери — 9,0 %, фінанси, страхування та нерухомість — 7,1 %.